# Chaos in regelmaat
Chaos in regelmaat (Engels: The Patterns of Chaos) is een sciencefictionroman uit 1972 van de Britse schrijver Colin Kapp. Het verhaal verscheen oorspronkelijk als driedelige serie in het magazine If van januari tot mei 1972.

## Verhaal
Het Centraal Commando van de Aarde heeft een geheim agent, genaamd Bron op een planeet geplaatst met de bedoeling te infiltreren bij de Vernietigers, een rivaliserende supermacht. Bron is voorzien van een zender-ontvanger die diep in zijn brein is ingebracht en elke handeling registreert. Maar Bron blijkt zelf het doelwit te zijn van een buitenaardse interstellaire moordcampagne die 700 miljoen jaar geleden werd uitgebroed. Hij slaagt erin de vloten van de Aarde en de Vernietigers samen te voegen om de strijd aan te gaan tegen deze buitenaardse wezens en ontdekt dat zijn bestemming onlosmakelijk verbonden is met hen.